# HD 13931 b
HD 13931 b (también conocido como HIP 10626 b) es un planeta extrasolar que orbita la estrella de tipo G de HD 13931, localizado aproximadamente a 144 años luz, en la constelación de Andrómeda. Este planeta tiene al menos 1,89 veces la masa de Júpiter y tarda 12,5 años en completar su periodo orbital, con un semieje mayor de 5,44 UA. Fue descubierto el 13 de noviembre de 2009, usando en telescopio Keck, junto con otros 5 planetas.